# Poggio Rusco
Poggio Rusco é uma comuna italiana da região da Lombardia, província de Mântua, com cerca de 6.266 habitantes. Estende-se por uma área de 42 km², tendo uma densidade populacional de 149 hab/km². Faz fronteira com Magnacavallo, Mirandola (MO), San Giovanni del Dosso, Sermide, Villa Poma.

## Demografia
| Variação demográfica do município entre 1861 e 2011                               |
|                                                                                   |
| Fonte: Istituto Nazionale di Statistica (ISTAT) - Elaboração gráfica da Wikipedia |